# Шиназчай
Шиназчай — река в России (Дагестан), левый приток р. Самур. Протекает по территории Рутульского района. От истока до впадения реки Сангарнец носит название Курапнец.

## География
Река Шиназчай берёт начало из родников на юго-западном склоне Самурского хребта и впадает с левого берега в р. Самур в 141 км от устья.
Длина реки 30 км, общее падение 2400 м, площадь водосбора 159 км², средняя его высота 2720 м.

## Гидрология
Основными фазами режима реки являются весенне-летнее половодье и устойчивая зимняя межень. Среднегодовой расход воды — составляет 2,86 м³/сек, максимальный 56,5, минимальный 0,44 м³/сек.

## Притоки
Основными притоками являются: Сангарнец (л), Хилачай (п), Герецчай (л), Кулекчай (л), Цакульчай (п).

## Изучение реки и водохозяйственное значение
Сток не изучался. На реке построена малая ГЭС мощностью 1,38 мВт.

## Населенные пункты на реке
Села: Шиназ и Кала.
1. ↑  Ресурсы поверхностных вод СССР: Гидрологическая изученность. Т. 9. Закавказье и Дагестан. Вып. 3. Дагестан / под ред. П. П. Буртовой. — Л.: Гидрометеоиздат, 1964. — 76 с.